# Закон про спекуляцію 1918
Закон Української Держави про карну відповідальність за перевищення граничних цін і за спекуляцію 1918 — закон, ухвалений 24 липня 1918 Радою міністрів Української Держави як тимчасовий закон. Згідно із законом винні в продажу продовольства або інших товарів і матеріалів першої необхідності за цінами, що перевищують встановлені державою, як і в спробі такого продажу, каралися позбавленням "особливих прав і переваг" та ув'язненням на строк від 1 року і 4 місяців до 2 років або виконанням упродовж такого самого строку примусових робіт і, крім того, "грошовою виплатою" (штрафом) у розмірі від 100 до 25 тис. карбованців, але в будь-якому разі не меншою від подвійної суми перевищення граничної ціни. Такому ж покаранню підлягали й співучасники злочину та підбурювачі до нього, а також ті, хто пропонував або приймав послуги при його скоєнні.
Торговою і промисловою спекуляцією вважалися: купівля щойно вказаних предметів з метою їх перепродажу за цінами, що перевищують граничні; посередництво в будь-якій формі при здійсненні такої купівлі; переховування товарів, належних до продажу, зменшення обсягів їх продажу або відмова від продажу за встановленими державою цінами; скорочення виробництва цих товарів, умисне їх знищення чи псування; створення з метою підвищення цін відповідних умов і навіть подання ін. особам пропозицій щодо створення таких умов; співучасть у зазначених діях. Спекуляція каралася так само позбавленням "особливих прав і переваг", ув'язненням на строк від 1 року і 4 місяців до 2 років або виконанням протягом такого ж строку примусових робіт, але розмір грошової виплати в цьому випадку підвищувався до 100 тис. крб. Винні в торгівлі без належного дозволу та в спробі такої торгівлі підлягали ув'язненню на строк до 8 місяців і штрафу від 1 тис. до 100 тис. крб. Таке ж покарання накладалося на промисловців і торговців, які збували товари особам, що не мали відповідних свідоцтв на їх продаж. При повторенні зазначених порушень сума штрафу підвищувалася до 200 тис. крб. із забороною на 3 роки займатися торгівлею.
Вирок публікувався (коштом засудженого) в кількох газетах, майно засудженого конфісковувалося. Ті, хто порушував заборону на торгівлю, підлягали ув'язненню на строк від 1 до 3 років. Посадові особи, винні в хабарництві або здирництві при скоєнні спекуляцій, каралися суворіше та ще й сплачували штраф у розмірі подвійної вартості хабара чи дарунка. Всі справи про перевищення граничних цін та спекуляцію виокремлювалися з мирових судів і належали до компетенції окружних судів, де мали розглядатися незалежно від виду покарання без участі присяжних засідателів і без застосування кримінально-процесуальних норм. Вироки вважались остаточними й оскарженню не підлягали.
У зв'язку з величезною кількістю кримінальних справ, що виникли після прийняття тимчасового закону про карну відповідальність за перевищення граничних цін і за спекуляцію, РМ асигнувала додаткові кошти на видатки по утворенню нових посад слідчих спеціально для ведення таких справ. У результаті, починаючи з 15 серпня 1918, досудове слідство в цих справах проводили спеціально призначені 40 тимчасових судових слідчих, які розподілялися між різними судовими округами й переміщувалися наказом міністра юстиції з однієї округи в ін. в міру потреби.
Наприкінці серпня 1918 уряд спеціальною постановою ще раз наголосив, що спроба спекуляції та співучасть у ній караються на рівних підставах із самою спекуляцією, а у вересні РМ внесла ще два істотні доповнення до закону від 24 липня 1918:
- засудженим за спекуляцію заборонялося протягом року проживання в Києві, Одесі, Миколаєві, всіх губернських центрах, а також у Бердичеві, Бердянську, Вінниці, Кременчуці, Єлизаветграді (нині м. Кропивницький), Маріуполі, Мелітополі, Ніжині та Рівному;
- єдиним запобіжним заходом під час слідства по таких справах визнавалося ув'язнення.